# Justyna Lewańska

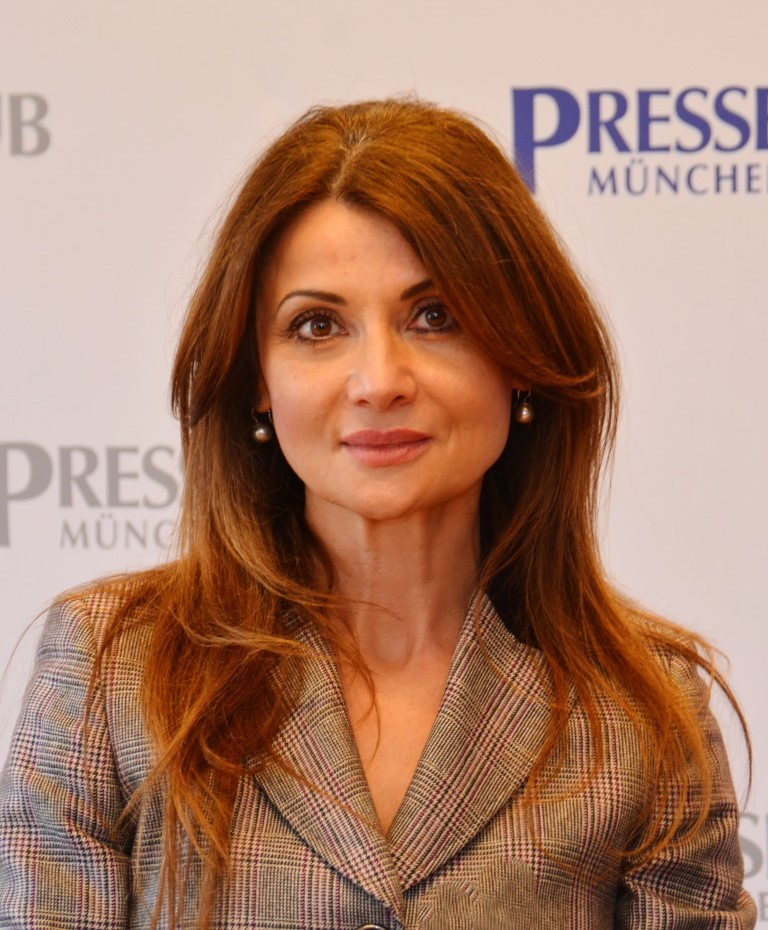
Justyna Lewańska (2015)

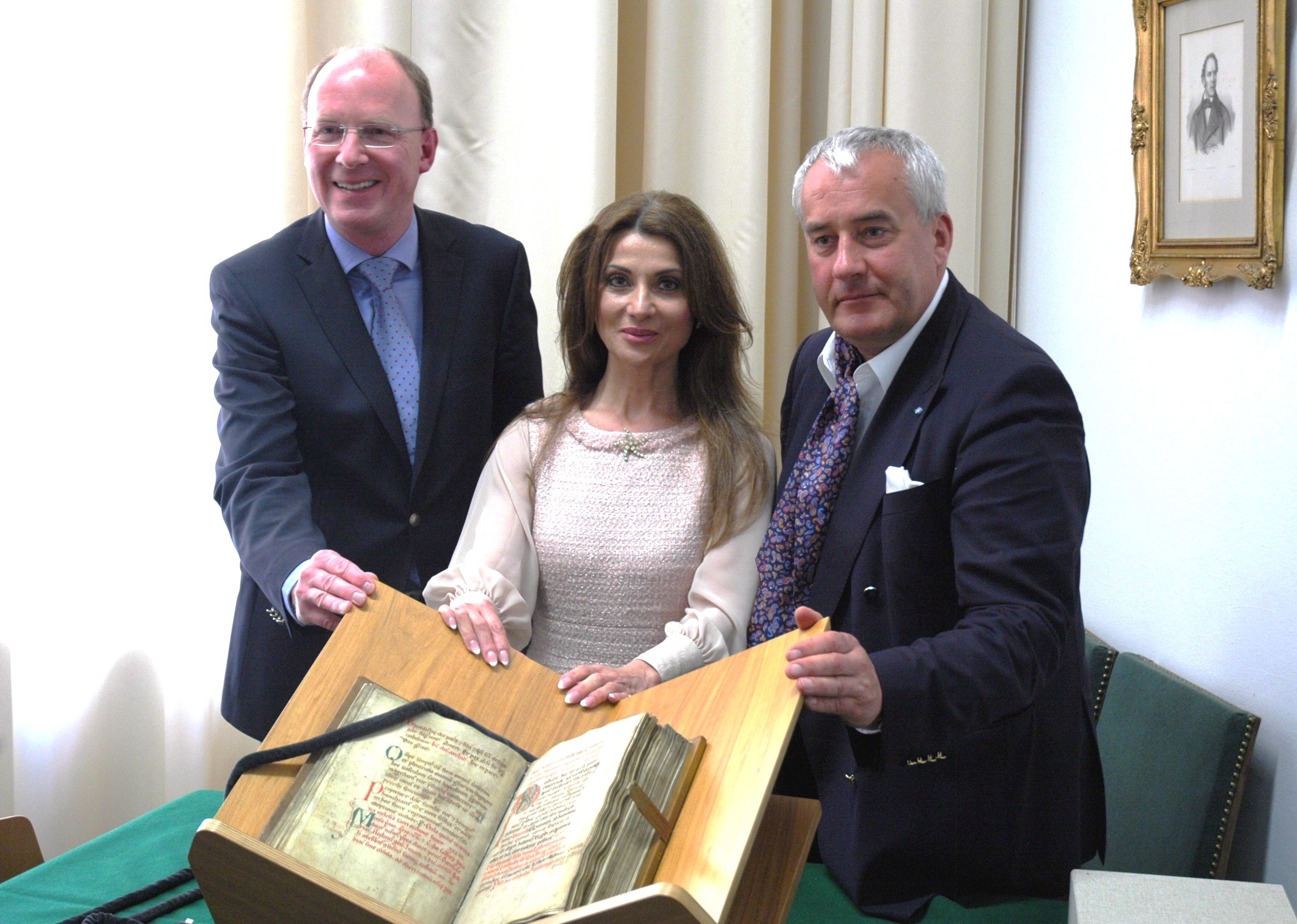
Justyna Lewańska, Ludwig Spaenle, Klaus Ceynowa z Pontyfikałem Płockim

Justyna Lewańska (ur. we Wrocławiu) –   polska urzędniczka państwowa, dyplomata w latach 2012–2015 Konsul Generalny w Monachium.

## Życiorys

### Wykształcenie
Absolwentka Ogólnokształcącej Szkoły Muzycznej I i II stopnia im. K. Szymanowskiego we Wrocławiu w klasie fortepianu, następnie ukończyła dyrygenturę na wrocławskiej Akademii Muzycznej oraz dziennikarstwo na Wydziale Nauk Politycznych Uniwersytetu Wrocławskiego ze specjalizacją rzecznik prasowy.

### Praca zawodowa
Karierę zawodową rozpoczęła w Urzędzie Wojewódzkim we Wrocławiu (1995) na stanowisku rzeczniczki prasowej. Podczas powodzi tysiąclecia w 1997 była główną koordynatorką między sztabem przeciwpowodziowym a mediami. Od 1998 zatrudniona w Ministerstwie Spraw Zagranicznych na stanowisku zastępcy rzecznika prasowego MSZ. W latach 1999–2003 pracowała w ambasadzie RP w Berlinie na stanowisku ds. kultury i nauki oraz jako rzecznik prasowy (w randze I sekretarza). W latach 2003–2004 delegowana do niemieckiego MSZ w ramach programu wymiany dyplomatów UE. W latach 2004–2005, pracowała na stanowisku zastępczyni rzecznika prasowego MSZ (w randze radcy), a w latach 2005–2006 oddelegowana przez MSZ do Kancelarii Sejmu RP na stanowisko doradczyni Marszałka Sejmu ds. mediów. W latach 2006–2007 pracowała na stanowisku zastępczyni rzecznika prasowego MSZ, a następnie w Departamencie Promocji, gdzie należała do Grupy Zadaniowej ds. EXPO 2012 (w randze I radcy). Od 2008 do lipca 2012 pracowała w Departamencie Prawno-Traktatowym na samodzielnym stanowisku ds. informacji i koordynacji.

#### Konsul Generalny
16 sierpnia 2012 objęła stanowisko Konsul Generalnej RP w Monachium, które pełniła do końca 2015. W ramach obowiązków, m.in. angażowała się w prace na rzecz rewitalizacji polskich miejsc pamięci, restytucji dóbr kultury i pamięci historycznej na terenie Bawarii i Badenii Wirtembergii. W 2015 odzyskała m.in. pontyfikał płocki, a także doprowadziła do zrzeczenia się przez Bawarię na rzecz Polski wszelkich praw do pieśni Czerwone maki na Monte Cassino. Blokowała międzynarodowe aukcje, podczas których oferowane były dzieła sztuki poszukiwane przez Polskę w ramach restytucji dóbr kultury np. w Monachium (2013), gdzie na aukcji sprzedawano stolik do kart z letniej rezydencji króla Stanisława Augusta z Łazienek Królewskich. Podejmowała także działania w tzw. aferze Gurlitta.
W latach 2015–2016 pracowała w Departamencie Dyplomacji Publicznej i Kulturalnej MSZ na stanowisku ds. polityki historycznej i odpowiadała za tzw. wadliwe kody pamięci. Następnie w latach 2016–2022 w Departamencie Afryki i Bliskiego Wschodu, odpowiadała za współpracę z państwami Zatoki Perskiej. Od 2022 pracuje w Departamencie Konsularnym (w randze radca-minister).